# Neohecyra graueri
Neohecyra graueri är en skalbaggsart som först beskrevs av Hintz 1916.  Neohecyra graueri ingår i släktet Neohecyra och familjen långhorningar. Inga underarter finns listade i Catalogue of Life.